# James Fox (színművész)
James Fox (eredeti neve: William Fox) (London, 1939. május 19. –) BAFTA-díjas angol színész.

## Fiatalkora és családja
1939. május 19-én született Londonban Robin Fox és Angela Worthington színésznő gyermekeként. Testvérei Edward Fox színész és Robert Fox filmproducer. Féltestvére Daniel Chatto színész. Unokahúga Emilia Fox színésznő. Nagyapja Frederick Lonsdale író volt. 
Tanulmányait a Harrow Iskolában végezte el.

## Pályafutása
11 évesen szerepelt első filmjében, mely A Miniver-történet volt. Az 1960-as években lett népszerű. Olyan filmekben volt látható, mint például A szolga (1963), az Azok a csodálatos férfiak a repülő masináikban (1965), az Üldözők (1966) és az Isadora (1968). 1970-ben a Performance című film befejezését, valamint édesapja halálát követően hosszabb időn át szüneteltette színészi karrierjét. 
1983-ban volt látható újra a filmvásznon, ekkor az Életem a tánc című alkotásban tűnt fel. Az 1990-es években olyan filmekben láthattuk, mint a Férfias játékok (1992), a Napok romjai (1993) vagy az Anna Karenina (1997).

## Magánélete
Az 1960-as években Sarah Miles-szel élt párkapcsolatban, akivel több filmet is forgatott (A szolga, Azok a csodálatos férfiak a repülő masináikban). 1973-ban házasságot kötött Mary Elizabeth Piper-rel. Öt gyermekük született: Thomas Fox (1975), Robin Fox (1976), Laurence Fox színész (1978), Lydia Fox (1979) és Jack Fox (1985). Piper 2020-ban hunyt el.
Lánya, Lydia révén Richard Ayoade színész apósa. Billie Piper színésznő szintén a menye volt, mivel fia, Laurence 2007 és 2016 között házasságban élt Piperrel.

## Filmográfia

### Film
| Év   | Magyar cím                                     | Eredeti cím                                       | Szerep                           | Magyar hang         |
| ---- | ---------------------------------------------- | ------------------------------------------------- | -------------------------------- | ------------------- |
| 1950 | A Miniver-történet                             | The Miniver Story                                 | Toby Miniver                     |                     |
| 1950 |                                                | The Magnet                                        | Johnny Brent                     |                     |
| 1962 | A hosszútávfutó magányossága                   | The Loneliness of the Long Distance Runner        | Gunthorpe                        |                     |
| 1963 |                                                | Tamahine                                          | Oliver                           |                     |
| 1963 | A szolga                                       | The Servant                                       | Tony                             | Tordy Géza          |
| 1965 | Patkánykirály                                  | King Rat                                          | Peter Marlowe                    |                     |
| 1965 | Azok a csodálatos férfiak a repülő masináikban | Those Magnificent Men in Their Flying Machines    | Richard Mays                     | Ujréti László       |
| 1966 | Üldözők                                        | The Chase                                         | Jason 'Jake' Rogers              | Balkay Géza         |
| 1967 | Ízig-vérig modern Millie                       | Thoroughly Modern Millie                          | Jimmy Smith                      | Görög László        |
| 1967 | Ízig-vérig modern Millie                       | Thoroughly Modern Millie                          | Jimmy Smith                      | Boros Zoltán        |
| 1967 | Ízig-vérig modern Millie                       | Thoroughly Modern Millie                          | Jimmy Smith                      | Csőre Gábor         |
| 1967 |                                                | Arabella                                          | Giorgio                          |                     |
| 1968 |                                                | Duffy                                             | Stephane Calvert                 |                     |
| 1968 | Isadora                                        | Isadora                                           | Gordon Craig                     | Ujréti László       |
| 1970 | Az előadás                                     | Performance                                       | Chas Devlin                      | Barabás Kiss Zoltán |
| 1983 |                                                | Runners                                           | Tom Lindsay                      |                     |
| 1984 | Greystoke – Tarzan, a majmok ura               | Greystoke: The Legend of Tarzan, Lord of the Apes | Lord Charles Esker               | Ifj. Fillár István  |
| 1984 | Greystoke – Tarzan, a majmok ura               | Greystoke: The Legend of Tarzan, Lord of the Apes | Lord Charles Esker               | Bodrogi Attila      |
| 1984 | Út Indiába                                     | A Passage to India                                | Richard Fielding                 | Dörner György       |
| 1986 | Abszolút kezdők                                | Absolute Beginners                                | Henley of Mayfair                | Orosz István        |
| 1986 | Titkos világ                                   | The Whistle Blower                                | Lord                             | Áron László         |
| 1986 |                                                | Comrades                                          | William Norfolk kormányzó        |                     |
| 1987 | Rodoszi kolosszális                            | High Season                                       | Patrick                          |                     |
| 1989 | Isten veled, király!                           | Farewell to the King                              | Ferguson ezredes                 | Reviczky Gábor      |
| 1989 | Rátarti Quinn, a karibi rendőrfőnök            | The Mighty Quinn                                  | Thomas Elgin                     | Varga T. József     |
| 1989 | Rátarti Quinn, a karibi rendőrfőnök            | The Mighty Quinn                                  | Thomas Elgin                     | Harmath Imre        |
| 1990 | Oroszország-ház                                | The Russia House                                  | Ned                              | Csernák János       |
| 1991 | Félelem a sötéttől                             | Afraid of the Dark                                | Frank                            | Beregi Péter        |
| 1991 | Félelem a sötéttől                             | Afraid of the Dark                                | Frank                            | Rosta Sándor        |
| 1992 | Férfias játékok                                | Patriot Games                                     | Lord William Holmes              | Szokolay Ottó       |
| 1992 | Férfias játékok                                | Patriot Games                                     | Lord William Holmes              | Németh Gábor        |
| 1993 | Napok romjai                                   | The Remains of the Day                            | Lord Darlington                  | Szersén Gyula       |
| 1997 | Anna Karenina                                  | Anna Karenina                                     | Alekszej Alekszandrovics Karenin | Bács Ferenc         |
| 1997 |                                                | Never Ever                                        | Arthur Trevane                   |                     |
| 1998 | Mint az árnyék                                 | Shadow Run                                        | Landon-Higgins                   |                     |
| 1998 |                                                | Jinnah                                            | Lajos Ferenc herceg              |                     |
| 1999 | A keresztapus                                  | Mickey Blue Eyes                                  | Philip Cromwell                  | Bács Ferenc         |
| 2000 | Gyilkosság a villában                          | Up at the Villa                                   | Sir Edgar Swift                  | Versényi László     |
| 2000 | Szexi dög                                      | Sexy Beast                                        | Harry                            | Végh Ferenc         |
| 2000 | Az aranyserleg                                 | The Golden Bowl                                   | Bob Assingham ezredes            | Barbinek Péter      |
| 2001 |                                                | Lover's Prayer                                    | idős Vlagyimir (hangja)          |                     |
| 2001 |                                                | The Mystic Masseur                                | Mr. Stewart                      |                     |
| 2004 | Én és a hercegem                               | The Prince and Me                                 | Haraald király                   | Konrád Antal        |
| 2005 | Charlie és a csokigyár                         | Charlie and the Chocolate Factory                 | Mr. Só                           | Perlaki István      |
| 2007 | Imitátorok                                     | Mister Lonely                                     | A pápa                           | Balázsi Gyula       |
| 2009 | Sherlock Holmes                                | Sherlock Holmes                                   | Sir Thomas Rotheram              | Szilágyi Tibor      |
| 2010 |                                                | Wide Blue Yonder                                  | George                           |                     |
| 2011 | W.E. – Országomat egy nőért                    | W.E.                                              | V. György király                 |                     |
| 2012 | Öngyilkos bevetés                              | Cleanskin                                         | Scott Catesby                    |                     |
| 2013 |                                                | A Long Way From Home                              | Joseph                           |                     |
| 2013 | A hasonmás                                     | The Double                                        | Az ezredes                       | Csuha Lajos         |
| 2013 |                                                | Effie Gray                                        | Sir Charles Eastlake             |                     |
| 2018 |                                                | Surviving Christmas with the Relatives            | John nagybácsi                   |                     |

### Televízió
- Életem a tánc (1983)
- Finding Mawbee (1988)
- Oly távol, oly közel (1989)
- Túsz (1992)
- Ahogy tetszik (1992)
- A sötétség mélyén (film) (1994)
- Kegyvesztettek (1994)
- A búvóhely (1994)
- A régiségbolt (1995)
- Elgar tizedik múzsája (1995)
- The Choir (1995)
- Ványa bácsi (1995)
- Gulliver utazásai (1996)
- Donnald Cammel: Az utolsó performansz (1998)
- Az utolsó dobás (1998)
- All forgotten (1999)
- Elég egy éjszaka (2000)
- Lover’s player (2000)
- Shaka Zulu: Az erőd (2000)
- Az elveszett világ (2001)
- Életem története - Hans Christian Andersen (2001)
- The Falklands Play (2002)
- Trial and Retribution (2002)
- Cambridge Spies (2003)
- Poirot: Halál a Níluson (2004)
- A nagy kékség 2. (2004)
- Holttest a könyvtárszobában (2004)
- Szökés Colditz-ból (2005)
- Goodbye Mr Snuggles (2006)
- Celebration (2006)
- Brando (2007)
- Fagypont (2008)
- Kisvárosi gyilkosságok (2010)

## Műve
- Comeback: An Actor's Direction (1983)

## Díjai
- BAFTA-díj a legígéretesebb elsőfilmes főszereplőnek (1964) A szolga